# SpiceJet
SpiceJet è una compagnia aerea a basso costo indiana con sede a Gurgaon, India. È la terza più grande compagnia aerea del paese per numero di passeggeri trasportati, con una quota di mercato del 13,6% a marzo 2019. La compagnia opera 630 voli giornalieri verso più di 50 destinazioni, domestiche e internazionali, dalle sue basi a Delhi e Hyderabad.
Fondata come aerotaxi sotto il nome di ModiLuft nel 1994, la società è stata acquistata dall'imprenditore indiano Ajay Singh nel 2004 e ribattezzata come SpiceJet. La compagnia aerea utilizza una flotta composta da Boeing 737 e Bombardier Dash 8 Q400.

## Storia

### 1984-1996: era ModiLuft
Le origini di SpiceJet possono essere fatte risalire al marzo 1984, quando la società fu fondata dall'industriale indiano S.K. Modi per fornire servizi di aerotaxi privati. Il 17 febbraio 1993, la compagnia è stata denominata MG Express e ha stretto una partnership tecnica con la compagnia di bandiera tedesca Lufthansa. Forniva servizi passeggeri e cargo con il nome di Modiluft prima di cessare le operazioni nel 1996.

### 2005-2013: inizio ed espansione
Nel 2004, la compagnia è stata acquisita da Ajay Singh che aveva pianificato di riprendere le operazioni dopo un rebranding in SpiceJet, seguendo il modello a basso costo. SpiceJet ha noleggiato due Boeing 737-800 nel 2005 e prevedeva di ordinare 10 nuovi aeromobili per l'espansione. SpiceJet ha aperto le prenotazioni il 18 maggio 2005 e il 24 maggio è stato operato il primo volo tra Delhi e Mumbai. Nel luglio 2008 era il terzo vettore low cost indiano in termini di quota di mercato dopo Air Deccan e IndiGo. Kalanidhi Maran ha acquisito il 37,7% del capitale di SpiceJet nel giugno 2010 tramite Sun Group. La compagnia aerea ha ordinato 30 Boeing 737 per un valore di 2,7 miliardi di dollari nel luglio 2010 e altri 15 Bombardier Q4 Dash a corto raggio per un valore di 446 milioni di dollari nel dicembre 2010.
Nel 2012, SpiceJet ha subito una perdita di oltre ₹ 39 crore (4,9 milioni di dollari USA) a causa dell'aumento dei prezzi globali del greggio. Il 9 gennaio 2012, la direzione generale dell'aviazione civile ha riferito che diverse compagnie aeree in India, tra cui SpiceJet, non avevano mantenuto dati cruciali per la garanzia della qualità delle operazioni di volo. La Borsa di Mumbai ha riferito che da giugno 2011 SpiceJet era in perdita. Nel 2012, Kalanidhi Maran ha aumentato la sua partecipazione nella compagnia aerea investendo ₹ 100 crore (13 milioni di dollari) nella compagnia aerea, che è tornata ai profitti alla fine dello stesso anno. SpiceJet ha stipulato un accordo con Tigerair il 16 dicembre 2013, che è stato annullato nel gennaio 2015.

### 2014-2019: svolta e ripresa
Nel gennaio 2015, il Sun Group ha venduto l'intera partecipazione e ha trasferito il controllo ad Ajay Singh.
Nel gennaio 2017 ha effettuato un ordine per 100 737 MAX 8 e si è rivelata la compagnia dietro a 13 esemplari precedentemente attribuiti a un cliente non identificato, portando il suo ordine totale a 155 aeromobili con diritti di acquisto per 50 aerei aggiuntivi e altri aerei a fusoliera larga. Il vettore prevede di aumentare la sua flotta operativa a 200 aeroplani entro la fine del decennio e di espandersi a livello regionale.
Alla fine di settembre 2017, la compagnia aerea ha annunciato di aver effettuato a Bombardier un ordine per 25 Q400.
Nel 2019, in seguito alla messa a terra di Jet Airways, Spicejet ha rilevato quasi 30 aerei che erano stati bloccati dalla prima.

### 2020-presente: pandemia
SpiceExpress, il braccio logistico della compagnia, ha contribuito a mantenere a galla l'azienda durante la pandemia in mezzo al drastico calo del business dei passeggeri. Nel maggio 2021, la compagnia ha guadagnato ₹ 200 crore dalle operazioni di trasporto merci e detiene una quota di mercato del 5% nel settore delle merci in uscita dell'India.
Nel luglio 2021, SpiceJet ha riportato perdite nette ridotte a 34,6 milioni di dollari durante il trimestre fiscale terminato il 31 marzo 2021, poiché le entrate erano diminuite del 28% annuo a 294,8 milioni di dollari. La compagnia aerea prevedeva di raccogliere fondi per un importo di 337,2 milioni di dollari per garantirne la sostenibilità a lungo termine.
Nel maggio 2022, la direzione generale dell'aviazione civile ha avviato un'indagine di sicurezza verso SpiceJet a seguito di una serie di incidenti che hanno coinvolto aerei malfunzionanti, incluso un incidente in cui un volo da Mumbai a Durgapur ha subito gravi turbolenze che hanno ferito 12 passeggeri e 3 membri dell'equipaggio.
Nel luglio 2022, la Direzione Generale dell'Aviazione Civile ha imposto restrizioni sui voli SpiceJet a seguito di segnalazioni di continui problemi tecnici. Per otto settimane, la DGCA ha ordinato che solo il 50% dei servizi di volo esistenti avrebbe dovuto essere autorizzato a volare. La proposta affermava inoltre che la DGCA avrebbe sottoposto un rigoroso monitoraggio durante questo periodo.

## Flotta

### Flotta attuale
A febbraio 2024 la flotta di SpiceJet risulta composta dai seguenti aerei:

### Flotta storica
SpiceJet operava in precedenza tra gli altri con i seguenti aeromobili: